# Кирил Ловчански
Кирил (на гръцки: Κύριλλος) е православен духовник, митрополит на Цариградската патриаршия.

## Биография
Кирил е споменат като ловчански епископ в четири източника, три от които са с автор йеромонах Даниил Етрополски. В миней за месец юли има приписка, в която Кирил Ловчански е споменат заедно с Калиник Преславски и Гавриил Червенски. Поводът за приписката е заповед на султан Ибрахим I (1640 - 1648) за преброяване на населението в Империята. Втората и третата приписка на Даниил са в ръкопис от Тетевенския манастир „Свети Илия“ и в Етрополски августовски миней. Четвъртата е в номоканон, като и трите са от 1644 година. От 1651 година е сведение, че Кирил е преместен на катедрата в Сяр.
Според други източници Кирил е серски митрополит от 1639 до 1650 и отново от 1650 до 1676 година.